# Nea Moni của Chios
Nea Moni (tiếng Hy Lạp: Νέα Μονή, lit. "Tu viện mới") là một tu viện thế kỷ 11 nằm trên đảo Chios đã được UNESCO công nhận là Di sản thế giới. Nó nằm trên khu vực núi Provateio Oros của đảo, cách thị trấn Chios 15 km. Tu viện này được biết đến với những trang trí khảm hết sức độc đáo, cùng với tu viện Daphni và Hosios Loukas là những ví dụ điển hình nhất của kiến trúc nghệ thuật Phục hưng của người Macedonia ở Hy Lạp.

## Lịch sử
Tu viện này được xây dựng vào giữa thế kỷ 11 bởi hoàng đế Đông La Mã Konstantinos IX Monomachos cùng vợ ông, Zoë Porphyrogenita. Theo truyền thuyết, nó được xây dựng trên địa điểm mà ba thầy tu Nikitas, Ioannes và Iosif tìm thấy bức tượng của Đức Mẹ Maria treo trên một cành cây Hương đào. Vào thời điểm đó, Konstantinos bị lưu đày tại đảo Lesbos cách đó không xa, các thầy tu đã đến thăm ông kể về giấc mơ mà sau đó ông sẽ trở thành hoàng đế. Konstantinos hứa sẽ cho xây dựng một nhà thờ nếu điều đó xảy ra. Thật vậy, vào năm 1042 khi Konstantinos trở thành hoàng đế của Đông La Mã, ông biết ơn và đã cho xây dựng tu viện giành riêng cho Mẹ Thiên Chúa. Nhà thờ chính được khánh thành vào năm 1049 và toàn bộ khu phức hợp hoàn thành vào năm 1055 sau khi Konstantinos qua đời.
Tu viện đã sớm được ban cho sắc lệnh vàng vào tháng 7 năm 1049 khi được phép thu thuế của tất cả người Do Thái sinh sống trên đảo Chios và không phải chịu bất kỳ một thứ bậc hay thế tục cao cấp nào. Do được trợ cấp, miễn thuế và các đặc quyền khác được ban cho bởi các hoàng đế kế nhiệm mà tu viện đã phát triển thịnh vượng trong suốt thời kỳ Đông La Mã. Trong nhiều thế kỷ, tu viện đã tích lũy được sự giàu có đáng kể và trở thành một trong những tu viện giàu có nhất ở khu vực biển Aegea.